# In the Club
In the Club (auch: In the Club – Schwanger und was dann?) ist eine bisher zwölfteilige britische Fernsehserie.
In Deutschland wird die Serie seit 21. Juni 2016 beim Sender Einsfestival ausgestrahlt, welcher sich seit Anfang September 2016 One
nennt.

## Inhalt
Die Serie zentriert auf mehrere schwangere Frauen eines Geburtsvorbereitungskurs, deren Partner und Familien. Figuren sind unter anderem eine Mittvierzigerin und ihr fast halb so alter Partner, ebenso wie zwei Frauen in einer lesbischen Beziehung.

## Darsteller
- Hermione Norris als Roanna
- Katherine Parkinson als Kim
- Jill Halfpenny als Diane
- Christine Bottomley als Vicky
- Taj Atwal als Jasmin
- Hannah Midgley als Rosie
- Luke Thompson als Simon